# Överkalix
Överkalix est une localité de la commune d'Överkalix, dont elle est le chef-lieu, dans le comté de Norrbotten en Suède.
Sa population était de 1039 habitants en 2019.